# Coelostoma fallaciosum
Coelostoma fallaciosum – gatunek chrząszcza z rodziny kałużnicowatych i podrodziny Sphaeridiinae. Występuje w południowo-wschodniej Palearktyce i krainie orientalnej.

## Taksonomia
Gatunek ten opisany został po raz pierwszy w 1936 roku przez Armanda d’Orchymonta. W obrębie rodzaju Coelostoma ten zaliczany jest do podrodzaju nominatywnego, Coelostoma s.str, który w faunie dalekowschodniej reprezentują również C. orbiculare, C. subditum, C. vitalisi i C. vividum.

## Morfologia
Chrząszcz o szeroko-owalnym, silnie wysklepionym ciele długości od 4,8 do 5,5 mm oraz szerokości od 3 do 3,2 mm. Ubarwienie wierzchu ciała ma jednolicie ciemnobrązowe do czarnego, tylko brzegi wargi górnej są zażółcone. Przednia krawędź wargi górnej jest głęboko wykrojona. Punktowanie wierzchu głowy, przedplecza, tarczki i pokryw jest podobne, tylko po bokach pokryw występują punkty silniejsze, nieformujące jednak szeregów. Powierzchnia pokryw jest gęsto pokryta punktami, które nie układają się na bokach w szeregi. Rządek przyszwowy obecny jest w tylnej połowie pokrywy. Przedpiersie ma środek umiarkowanie wypukły, pozbawiony żeberka, formujący na przedzie słaby ząbek. Środkowa część śródpiersia (mezowentrytu) wyniesiona jest silnie ku tyłowi tworząc wyrostek międzybiodrowy w kształcie grotu strzały. Zapiersie (metawentryt) ma silnie wyniesioną ku przodowi część środkową, wnikającą pomiędzy biodra środkowej pary, gdzie styka się z wyrostkiem śródpiersia. Odnóża środkowej pary mają uda pozbawione gęstego owłosienia. Odwłok ma pierwszy z widocznych sternitów (wentryt) pozbawiony żeberka, a piąty z widocznych sternitów (piąty wentryt) całobrzegi. Genitalia samca mają długi na około 0,9 mm płat środkowy o kształcie butelkowatym z wąsko zaokrąglonym szczytem i rozszerzonym rejonem przed nasadą. Ósemkowaty gonopor umieszczony jest na nim przedwierzchołkowo. Dłuższe od płata środkowego, rozszerzone ku szczytowi paramery mają proste krawędzie wewnętrzne, wypukłe w szczytowej ⅓ powierzchnie zewnętrzne i spiczaste wierzchołki.

## Ekologia i występowanie
Owad rozprzestrzeniony w południowo-wschodniej części Palearktyki i w krainie orientalnej. W Chinach znany jest z Guangdongu, Fujianu, Hongkongu i Junnanu. Na Tajwanie zamieszkuje powiaty Pingdong, Taidong, Xinzhu i Zhanghua oraz Tainan. Poza tym znany jest z Nepalu, Wietnamu, Malezji oraz Indonezji.
Jest to chrząszcz wodny, występujący w wodach słodkich i wilgotnych siedliskach przybrzeżnych. Spotykany był na przybrzeżnej glebie, mokrych kamieniach i gnijących roślinach wodnych. Postacie dorosłe w cieplejszych miesiącach przylatują do sztucznych źródeł światła, ale tylko przez pierwsze około dwie godziny po zmierzchu; nie obserwuje się ich później w nocy.